# 4309 Марвін
4309 Марвін (4309 Marvin) — астероїд головного поясу, відкритий 30 серпня 1978 року.
Тіссеранів параметр щодо Юпітера — 3,196.